# Óscar Vicente Ojea Quintana
Óscar Vicente Ojea Quintana (Buenos Aires, 15 de outubro de 1946) é um clérigo argentino, bispo católico romano de San Isidro e presidente da Conferência Episcopal Argentina.
Óscar Vicente Ojea Quintana foi ordenado sacerdote em 25 de novembro de 1972.
Papa Bento XVI o nomeou em 24 de maio de 2006 bispo titular de Suelli e bispo auxiliar em Buenos Aires. O Arcebispo de Buenos Aires, Jorge Mario Cardeal Bergoglio, S.J., doou-lhe a consagração episcopal em 2 de setembro do mesmo ano; Os co-consagradores foram Héctor Rubén Aguer, arcebispo de La Plata, e Eduardo Vicente Mirás, arcebispo emérito de Rosário.
Em 7 de outubro de 2009, o Papa Bento XVI o nomeou bispo-coadjutor de San Isidro. Com a aposentadoria de Alcides Jorge Pedro Casaretto em 30 de dezembro de 2011, ele o sucedeu no cargo de Bispo de San Isidro.
Em 7 de novembro de 2017 foi eleito presidente da Conferência Episcopal Argentina, seu mandato vai até 2020. Ojea também dirige a Caritas Argentina.